# Gyenyiszova-barlang
Koordináták: é. sz. 51° 23′ 51″, k. h. 84° 40′ 34″51.397581°N 84.676206°E

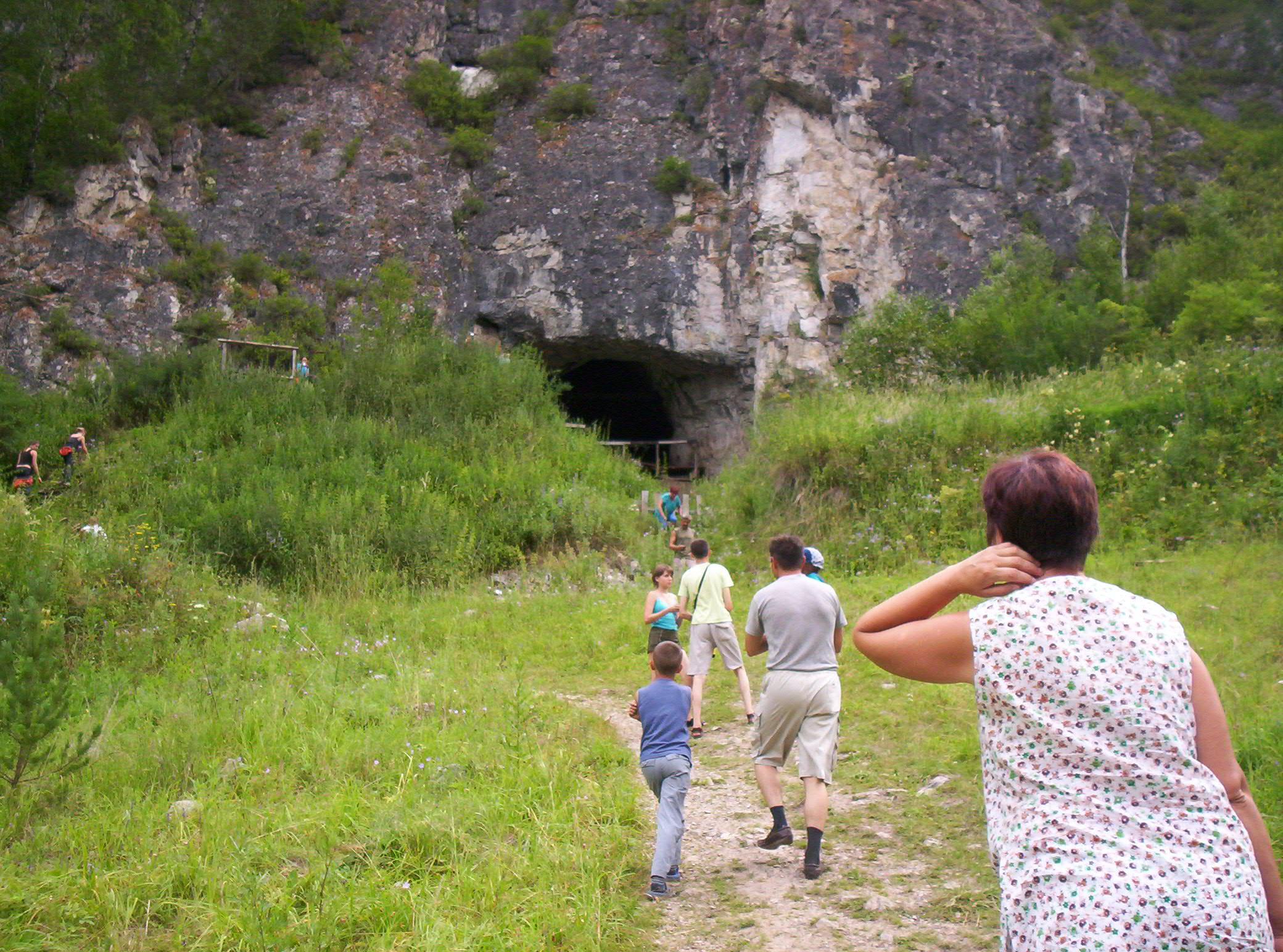
Turisták a Gyenyiszova-barlang előtt

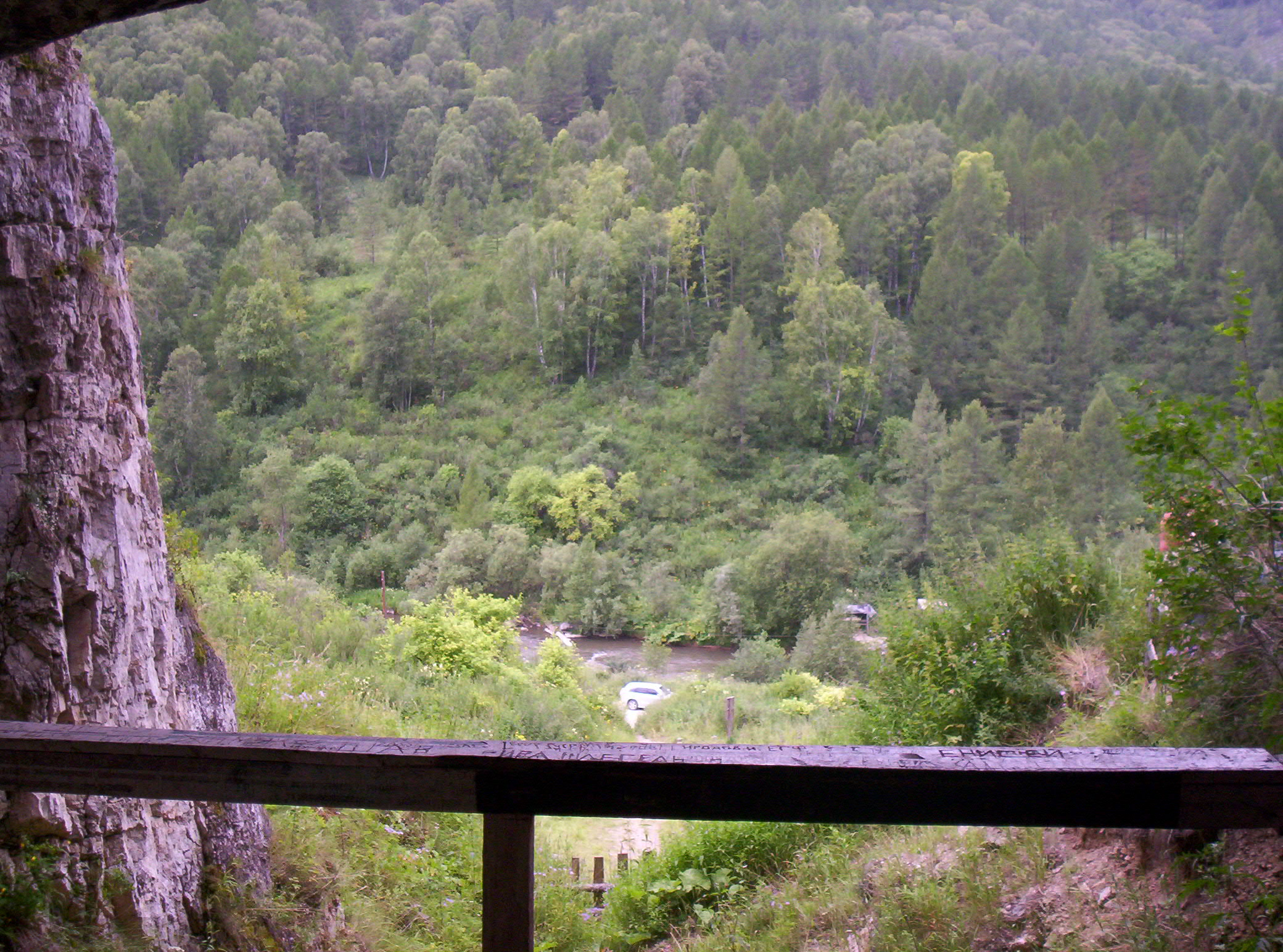
Kilátás a Gyenyiszova-barlangból

A Gyenyiszova-barlang (oroszul Денисова пещера [Gyenyiszova pescsera], helyi nyelven Ayu-Tash) nagy régészeti és paleoantropológiai jelentőségű, szilur kori mészkőben kialakult barlang az Altaj hegységben, Oroszország szibériai részén, az Altaji határterületen.  Itt fedezték fel gyenyiszovai ember 40 000 évvel ezelőttről származó maradványait és használati tárgyait. A térségben a tudomány mai állása szerint velük egyidejűleg éltek a neandervölgyi ember csoportjai, valamint a modern ember elődei is.

## Elhelyezkedése, leírása
A barlang az Anuj folyó közelében fekszik, 1,8 kilométerre bal oldali mellékfolyója, a Karakol betorkollásától és 40 kilométerre Szolonyesnoje körzeti központtól. A tengerszint felett 670 méterrel, a folyó jelenlegi szintje felett 28 méterrel helyezkedik el. Széles bejárata nyugat-délnyugat felé néz, mögötte a barlang vízszintesen terül el 270 négyzetméteren, 110 méter hosszon. A bejárat mögötti mintegy 32×7 méteres, helyenként 10-11 méter magas ovális terem mennyezetén egy alig több mint egy méteres rés nyílik a külvilág felé, amin keresztül fény áramlik be, illetve ami télen jól elvezetheti a füstöt.  A barlang egész évben száraz. Könnyen hozzáférhető, kiváló menedéket nyújtott több tízezer éven keresztül a környék emberei számára.

## Nevének etimológiája
Az egyik elmélet szerint a 18. században a környéken élt egy Gyionyiszij (Dionüszosz) nevű remete, és a barlang róla kapta a nevét. A másik magyarázat szerint a közelben terültek el egy Gyenyisz (Denis) nevű pásztor legelői, és ő húzta meg magát rossz idő esetén a barlangban.
A terület eredeti lakosai a történelmi időkben a török népek csoportjához tartozó altájiak voltak. Saját nyelvükön Aju-Tas-nak (Medvekő) nevezték a barlangot.

## A kutatások története
Már a 19. században felfigyelt néhány utazó is a barlangra. 1926-ban meglátogatta azt Nyikolaj Konsztantinovics Rerih, a sokoldalú gondolkodó, festő és tudós.
A tudományos régészeti kutatás számára a barlangot 1977-ben nyitotta meg Nyikolaj Dmitrijevics Ovodov, aki felmérte azt és néhány feltáró árkot ásott. 1978-ban Okladnyikov akadémikus vizsgálódott a lelőhelyen. 1982-től kezdve a Szovjet Tudományos Akadémia irányításával megindult a folyamatos feltáró munka, ami mindmáig folytatódik. A közelben az Orosz Tudományos Akadémia szibériai részlege állandó kutatóállomást létesített.

## A kutatások eredményei
Az ásatások során 20 körüli kultúrréteget tártak fel. Több mint 80 000 leletet szállítottak a novoszibirszki és más múzeumokba. A leletek között emberi használati eszközök, fegyverek, növényi maradványok  mellett például 117 különböző állat maradványa is van.
Megállapították, hogy a barlangban már 280 000 évvel ezelőtt megtelepedett a neandervölgyi ember.
A feltárás során a 30-48 ezer évvel ezelőtti, 9-11. rétegekben találtak rá azokra az emberi csontokra, amelyek később a gyenyiszovai ember maradványainak bizonyultak. További genetikai elemzések kimutatták, hogy a gyenyiszovai ember rokona volt a neandervölgyieknek és keveredett a mai melanéziai emberek őseivel is.

## Fordítás
- Ez a szócikk részben vagy egészben a Denisova Cave című angol Wikipédia-szócikk ezen változatának fordításán alapul.  Az eredeti cikk szerkesztőit annak laptörténete sorolja fel. Ez a jelzés csupán a megfogalmazás eredetét és a szerzői jogokat jelzi, nem szolgál a cikkben szereplő információk forrásmegjelöléseként.
- Ez a szócikk részben vagy egészben a Денисова пещера című orosz Wikipédia-szócikk ezen változatának fordításán alapul.  Az eredeti cikk szerkesztőit annak laptörténete sorolja fel. Ez a jelzés csupán a megfogalmazás eredetét és a szerzői jogokat jelzi, nem szolgál a cikkben szereplő információk forrásmegjelöléseként.